# حافلات الترولي في يريفان
يشكل نظام حافلات يريفان جزءًا من شبكة النقل العام في يريفان، عاصمة أرمينيا. منذ إغلاق نظام حافلة غيومري ترولي في عام 2005، كان نظام الترولي هو الوحيد في أرمينيا.

## التاريخ

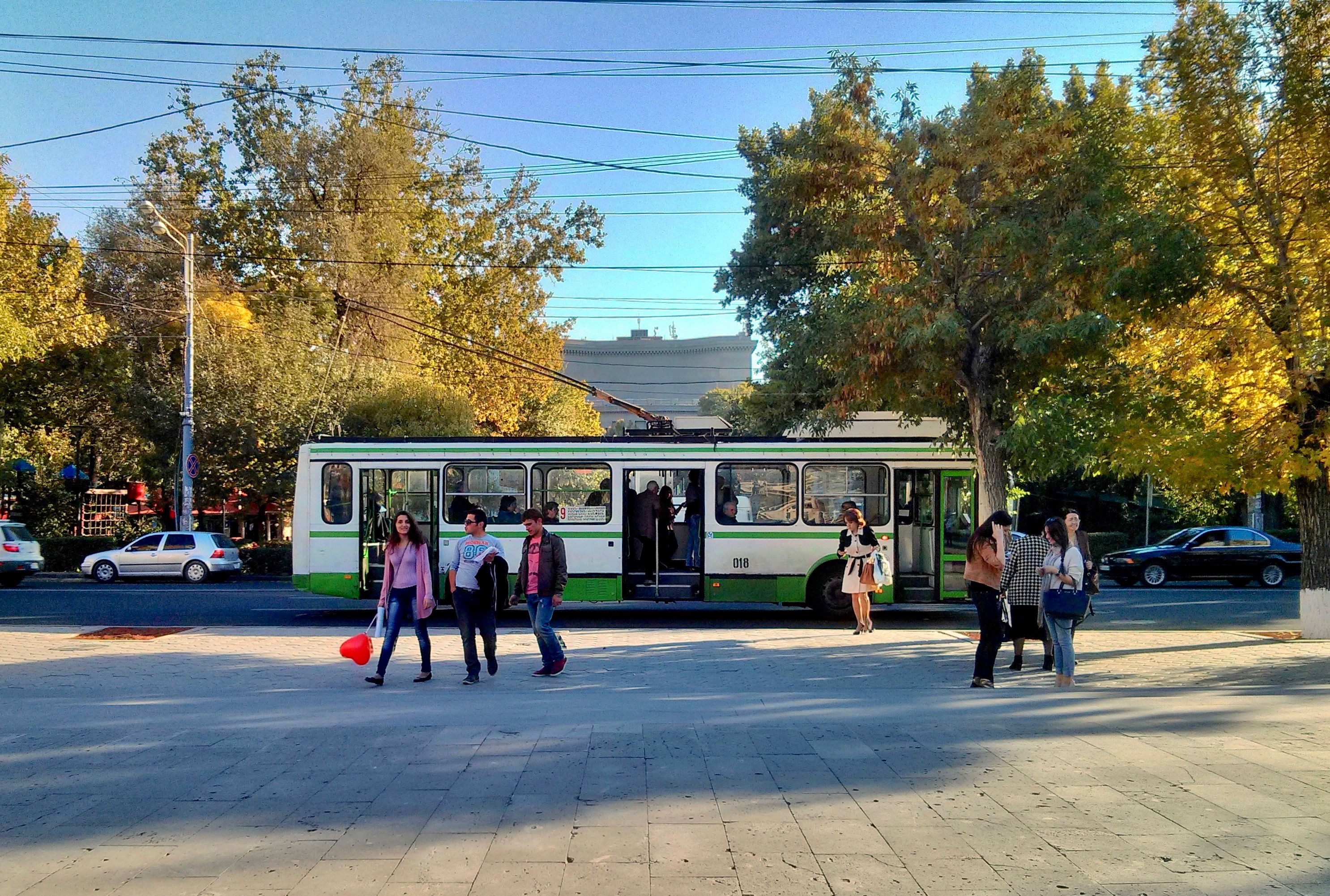
حافلة ترولي في وسط مدينة يريفان

افتتح في 16 أغسطس 1949، وكان النظام مرة واحدة أكثر بكثير مما هو عليه اليوم.
في أقصى مدى، كان النظام يحتوي على 20 سطرًا، يشغلها ما مجموعه 300 حافلة ترولي، كانت الغالبية العظمى منها إما مصنوعة من طراز سكودا 9Tr أو 14Tr التشيكية، أو طرازات ZiU-682 السوفيتية.
في السنوات الأخيرة، تقلص النظام، واستبدلت معظم عربات الترول في الحقبة السوفيتية بسيارات جديدة.

## خطوط
في عام 2011، كان النظام يتكون من السطور التالية: 1 و 2 و 9 و 10 و 15.

## الأسطول

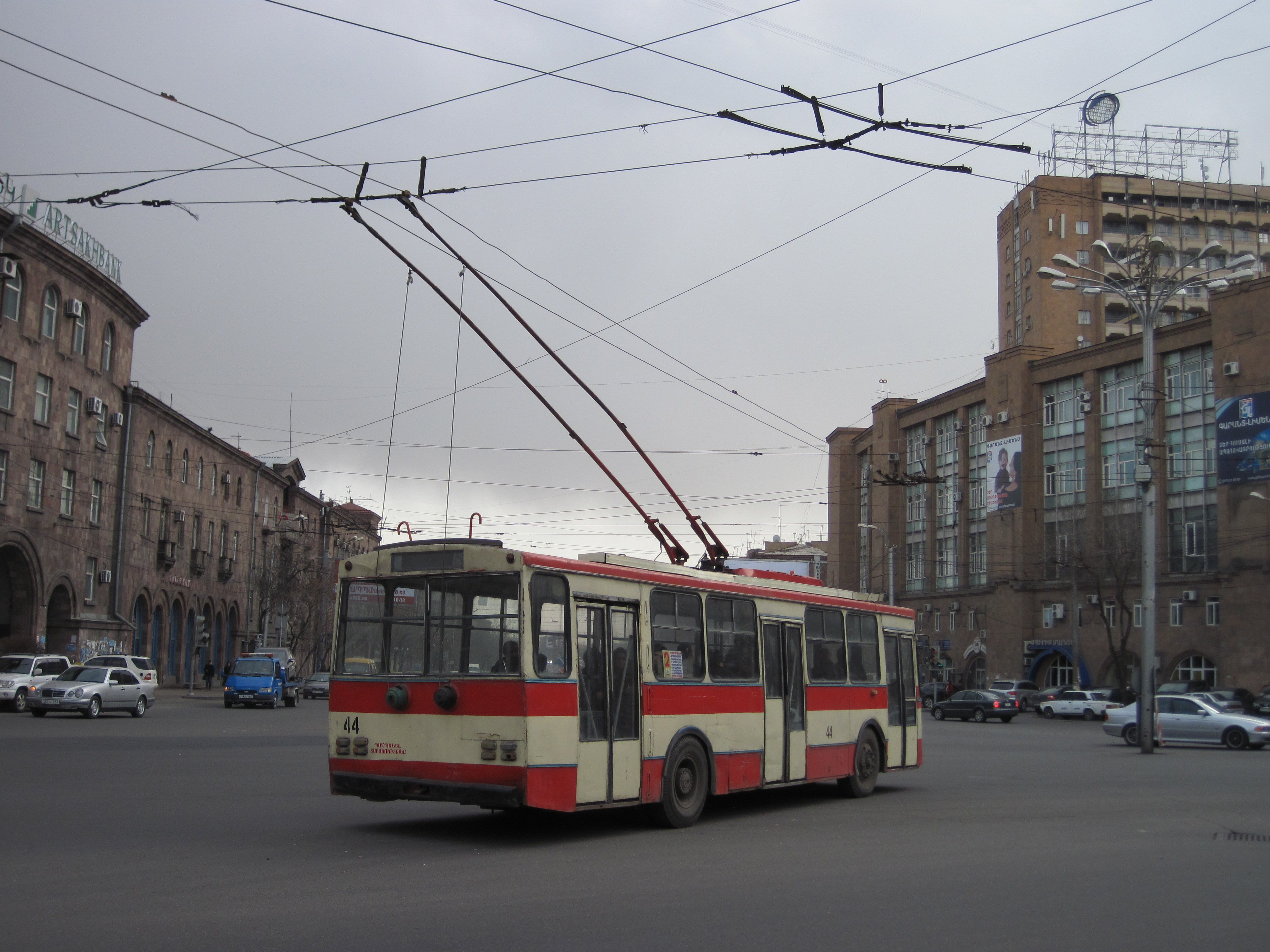
شكودا 14Tr في يريفان

لا يزال أسطول ترولي يريفان لديه عدد كبير من وحدات شكودا 14Tr في الخدمة. تم سحب كل من شكودا 9Trs وZiU-682s.
أحدث عربات الترولي في الأسطول هي في الغالب سيارات LiAZ-5280 روسية الصنع، وعربات ترولي بيرلت ER100 مستعملة في الأصل على نظام ليون حافلة ترولي.

## الحوادث
في 16 سبتمبر / أيلول 1976، خرجت العربة التي تعمل إلى جانب بحيرة يريفان عن السيطرة وسقطت من جدار السد إلى البحيرة. سمع صوت هذا الحادث من قبل شفارش كارابيتيان، وهو أحد المتحمسين للفوز بعدة لاعبين، والذي كان يتدرب مع شقيقه كامو، وهو أيضا لاعب كرة قدم، إلى جانب البحيرة.
وتمتد حافلة الترولي في قاع الخزان على بعد حوالي 25 مترا (80 قدما) من الشاطئ على عمق 10 أمتار (33 قدما). سبح كارابيتين إليها، وفي ظل ظروف الرؤية صفر تقريبا بسبب الطمي ترتفع من أسفل، كسر النافذة الخلفية مع ساقيه. كانت الحافلة الكهربائية مزدحمة، وكانت تحمل 92 راكباً، وكان كارابيتيان يعلم أنه لا يملك سوى القليل من الوقت، حيث يقضي حوالي 30 إلى 35 ثانية لكل شخص أنقذه.
نجح كارابيتيان في إنقاذ 20 شخصًا، لكن هذه كانت نهاية مسيرته الرياضية: التأثير المشترك للماء البارد والجروح المتعددة التي تلقاها، تركته غير واعي لمدة 45 يومًا، مع إنتان لاحق (بسبب وجود مياه الصرف الصحي الخام في مياه البحيرة) ومضاعفات الرئة تمنعه من مواصلة مسيرته الرياضية.

### كتب
- Leibovsky, Vadim (1988). Shavarsh's Twenty Lives (بالروسية). Moscow: Fizkultura i sport  [لغات أخرى]‏.{{استشهاد بكتاب}}:  صيانة الاستشهاد: علامات ترقيم زائدة (link)

## الروابط الخارجية
- The trolley-bus and Shavarsh Karapetyan